# Eppenich
Eppenich ist der kleinste Stadtteil von Zülpich im Kreis Euskirchen, Nordrhein-Westfalen. Ortsvorsteher für Eppenich und den Nachbarort Bürvenich ist Jörg Körtgen.

## Lage
Eppenich liegt am Wollersheimer Bach direkt neben Bürvenich am Übergang von der Voreifel in die Zülpicher Börde. Am Ortsrand entspringt der Mausbach. Nachbarorte sind Bürvenich, Wollersheim und Langendorf. Durch den Ort verläuft die Landstraße 11.

## Verkehr
Der Rurtalbus fährt mit der Linie 233 auf dem Weg von Zülpich nach Nideggen durch den Ort. Bis zum 31. Dezember 2019 wurde diese Linie vom BVR Busverkehr Rheinland bedient. Die VRS-Linie 811 der RVK verbindet den Ort als MiKE nach Bedarf mit Zülpich, Mechernich und Bürvenich. Zudem verkehrt die Linie 984.
| Linie | Betreiber | Verlauf |
| ----- | --------- | --- |
| 233   | Rurtalbus | Zülpich Bf – Zülpich Frankengraben – Hoven – Langendorf – Bürvenich – Eppenich – (Embken –) Wollersheim – Berg – Nideggen                                                  |
| 811   | RVK       | MiKE: Mechernich Bf – Mechernich Stiftsweg – Kommern – Gehn – (Virnich –) Schwerfen – Bürvenich – Eppenich – Langendorf – Juntersdorf – Zülpich Frankengraben – Zülpich Bf |
| 984   | RVK       | Swisttal / Erftstadt / Zülpich – Weilerswist |